# Kuznecovo (El'ninskij rajon)
Kuznecovo è un centro abitato della Russia.